# Nadwieprzański Park Krajobrazowy
Nadwieprzański Park Krajobrazowy – park krajobrazowy położony w województwie lubelskim na Płaskowyżu Świdnickim oraz Obniżeniu Dorohuckim. Ciągnie się wzdłuż środkowego biegu Wieprza, od ujścia Giełczwi do ujścia Bystrzycy.
Początkowo zajmował powierzchnię 44,32 km², zaś jego otulina liczyła 130,59 km². Po powiększeniu liczy 62,28 km², a otulina 114,73 km².
Wieprz częściowo płynie przełomami o stromych zboczach, których wysokość dochodzi niekiedy do 25 m. Miejscami na zboczach widać odsłonięte utwory kredowe.
Występują tu bory sosnowe oraz lasy łęgowe. Na nasłonecznionych zboczach rosną rośliny kserotermiczne, m.in. miłek wiosenny i zawilec wielokwiatowy. Na licznych łąkach występują storczyk szerokolistny, czosnek kątowaty oraz kosaciec syberyjski.
Planuje się utworzenie dwóch rezerwatów leśnych na terenie Parku („Uroczysko Sosnowiec” i „Zakrzów”) oraz dwóch rezerwatów florystycznych (torfowiskowych) na terenie otuliny – „Bilsko” i „Uroczysko Jezioro”.

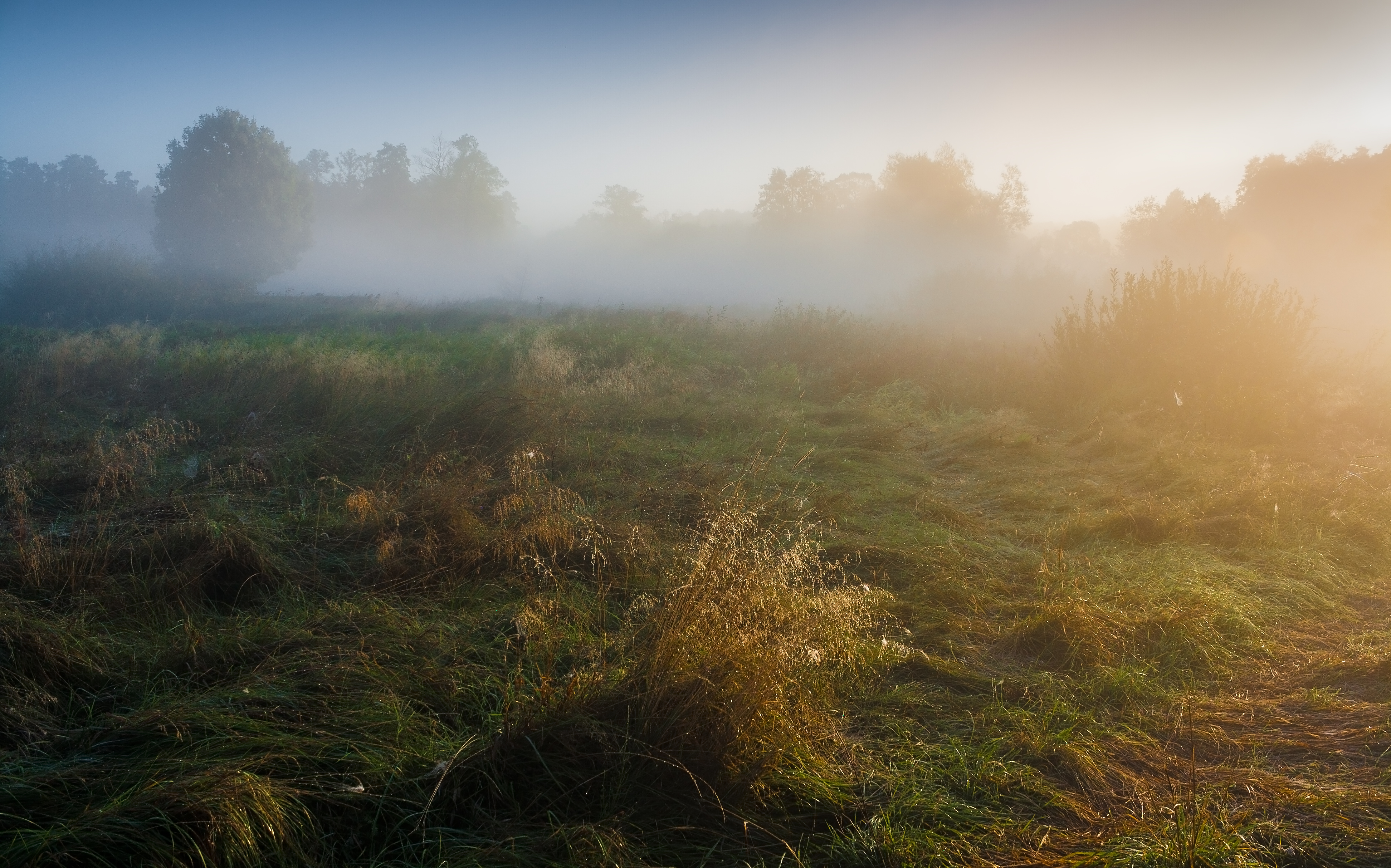
Nadwieprzański Park Krajobrazowy o świcie
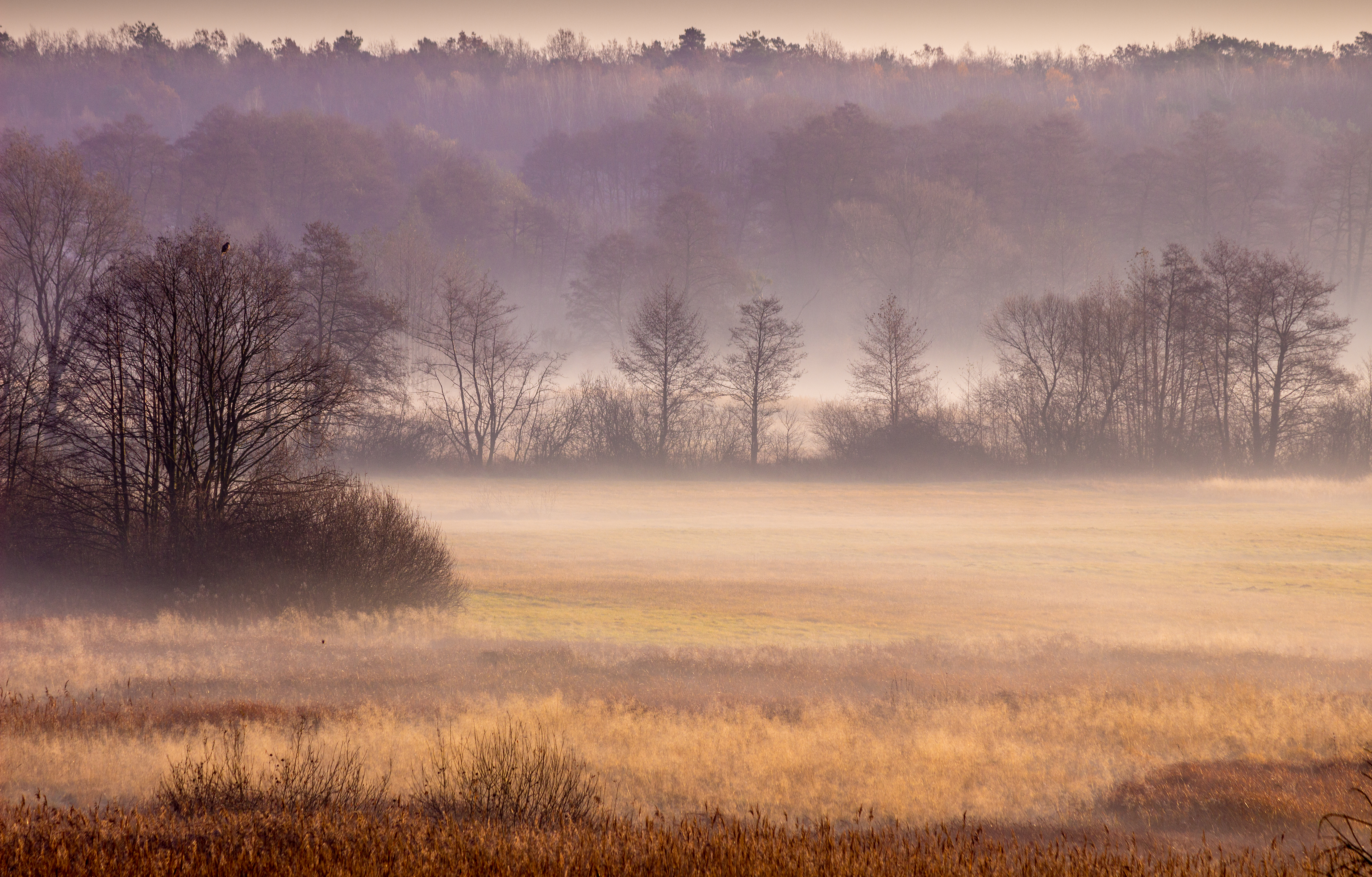
Park jesienią
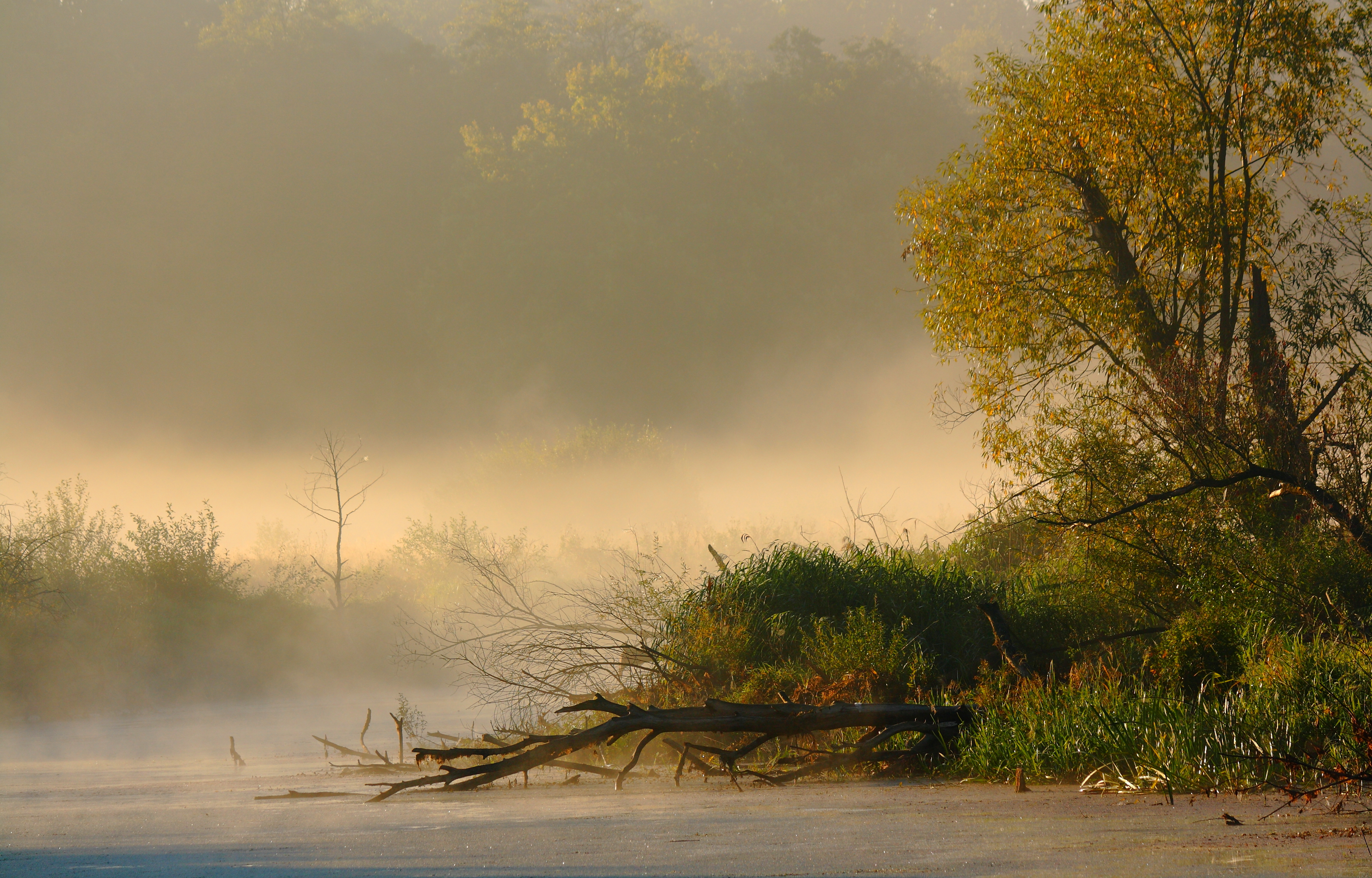
Nadwieprzański Park Krajobrazowy we mgle